# Кривоносый зуёк
Кривоно́сый зуёк (лат. Anarhynchus frontalis) — вид птиц семейства ржанковых, эндемик Новой Зеландии.

## Описание
Кривоносый зуёк длиной 21 см, весом от 40 до 70 граммов. Шея короткая, крылья относительно длинные, широкие, хвост короткий, клиновидный. Короткие лапы имеют три пальца с длинными когтями. Самый выделяющийся признак — это почти всегда согнутый вправо кончик клюва, причём клюв длиннее чем у других ржанок. Крылья, хвост и спина серые с лёгким коричневым оттенком. Брюхо, грудь и передняя часть головы белые. Голова имеет тёмно-серую шапочку. От клюва вдоль глаз и вплоть до затылка тянется чёрная полоса. На груди имеется чёрная лента, которая более отчётливо выражена у самца, чем у самки. Клюв, лапы и края маховых перьев чёрные.

## Образ жизни
Кривоносый зуёк питается насекомыми (особенно личинками подёнок), червями и другими беспозвоночными, которых он находит под камнями. Самка откладывает 2 яйца, от белого до светло-серого цвета с тёмными пятнышками, в сформированную под давлением тела ложбину на пляжах из гальки или каменистых берегах реки, где они хорошо скрыты между камнями и пульпой. Если приближается враг, взрослая птица притворяется, будто крыло подбито и удаляется от гнезда, тем самым отводя угрозу от кладки. Когда враг находится на достаточном удалении от гнезда, птица взлетает и возвращается к своим яйцам. Птенцы — выводковые птицы, они покидают гнездо сразу после вылупления. Половозрелость наступает через 3 года.

## Распространение
Кривоносый зуёк населяет побережье Новой Зеландии. Он водится в регионах Кентербери и Отаго, на Южном острове, а зимой мигрирует к Bay of Plenty на Северном острове.

## Угрозы
Популяция птиц насчитывает сегодня 3000—5000 особей, она непрерывно уменьшается уже 40 лет. Самая большая угроза исходит от человека, например, использование пляжей в качестве зоны для плавания и создаваемые тем самым беспокойства. До 1940 года птицы регулярно отстреливались ради спортивной цели до тех пор, пока это окончательно не было запрещено. Главные враги — это местная доминиканская чайка, которая разоряет гнёзда, а также ввезённые домашние кошки и горностаи. Начатые мероприятия по охране — это подсчёты гнездящихся птиц и зимующих на Северном острове птиц, а также контроль популяции.

## Галерея
- Яйца и гнездо
- Самка кривоносого зуйка
- Молодой кривоносый зуёк